# Безю-Бажон
Безю́-Бажо́н (фр. Bézues-Bajon) — коммуна во Франции, находится в регионе Юг — Пиренеи. Департамент — Жер. Входит в состав кантона Масёб. Округ коммуны — Миранд.
Код INSEE коммуны — 32053.

## География

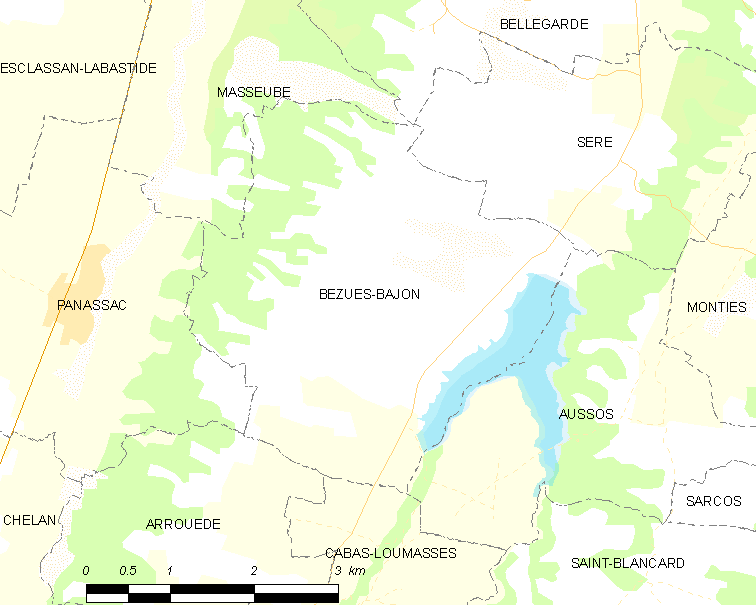
Карта коммуны

Коммуна расположена приблизительно в 630 км к югу от Парижа, в 75 км западнее Тулузы, в 29 км к югу от Оша.
На востоке коммуны расположено озеро Астарак.

## Климат
Климат умеренно-океанический. Лето жаркое и немного дождливое, температура часто превышает 35 °С. Зимой часто бывает отрицательная температура и ночные заморозки. Годовое количество осадков — 700—900 мм.

## Население
Население коммуны на 2010 год составляло 209 человек.
| 1962 | 1968 | 1975 | 1982 | 1990 | 1999 | 2010 |
| ---- | ---- | ---- | ---- | ---- | ---- | ---- |
| 242  | 221  | 149  | 154  | 145  | 183  | 209  |

## Администрация
| Период | Период | Фамилия    | Партия                              | Примечания |
| ------ | ------ | ---------- | ----------------------------------- | ---------- |
| 1995   | 2020   | Марк Девез | Французская коммунистическая партия |            |

## Экономика
В 2010 году среди 127 человек трудоспособного возраста (15-64 лет) 90 были экономически активными, 37 — неактивными (показатель активности — 70,9 %, в 1999 году было 52,5 %). Из 90 активных жителей работали 84 человека (50 мужчин и 34 женщины), безработных было 6 (3 мужчин и 3 женщины). Среди 37 неактивных 10 человек были учениками или студентами, 14 — пенсионерами, 13 были неактивными по другим причинам.